# Clelia hussami
Espèce
Statut de conservation UICN

 DD  : Données insuffisantes
Clelia hussami est une espèce de serpents de la famille des Dipsadidae.

## Répartition
Cette espèce est endémique du Paraná au Brésil.

## Description
L'holotype de Clelia hussami, une femelle subadulte, mesure 602 mm dont 82 mm pour la queue.

## Étymologie
Cette espèce est nommée en l'honneur de Hussam Zaher.

## Publication originale
- Morato, Franco & Sanches, 2003 : Uma nova espécie de Clelia (Serpentes, Colubridae) do sul do Brasil. Phyllomedusa, vol. 2, no 2, p. 93-100 (texte intégral).